# Operațiunea defensivă strategică de la Marea Baltică
Operațiunea defensivă strategică de la Marea Baltică (în rusă Прибалтийская стратегическая оборонительная операция) a cuprins operațiunile desfășurate de Armata Roșie în perioada 22 iunie - 9 iulie 1941 pe teritoriile ocupate ale Lituaniei, Letoniei și Estoniei ca răspuns la ofensiva lansată de Wehrmacht în cadrul Operațiunii Barbarossa.

## Părți operaționale
Operațiunea a constat din trei operațiuni distincte mai mici
Bătăliile defensive de la graniță (22-24 iunie 1941)
Bătălia de la Raseiniai, cunoscută și ca contraatacul de la Kaunas
Operațiunea contraofensivă de la Šiauliai (24-27 iunie 1941)
Apărarea bazei navale Hanko (22 iunie-2 decembrie 1941)

## Execuție
Principalele formațiuni ale Armatei Roșii în cadrul operațiunii au fost Frontul de Nord-Vest și Flota Mării Baltice, principalele forțe terestre fiind compuse din Armatele 8 (comandantul general-maior Piotr Sobennikov), 11 (comandant general-locotenent Vasili Morozov) și, ulterior, 27.
Operațiunea a fost desfășurată după ce forțele Districtul Militar Special Baltic au fost alertate în dimineața zilei de 22 iunie 1941, în urma unui atac surpriză al Grupului de Armate Nord al Wehrmachtului german, format din Armatele de Câmp 18, 16 și Grupul 4 Panzer, precum și din elemente ale Grupului 3 Panzer, sprijinite de Luftflotte 1⁠(d).
La 22 iunie, Armata a 8-a sovietică a fost poziționată în nordul Lituaniei, opunându-se Armatei a 18-a germane. Armata a 11-a sovietică a apărat restul graniței lituaniene cu Prusia Răsăriteană și a încercat să limiteze atacurile Armatei a 16-a germane și ale Grupului 4 Panzer.
În timp ce Armata a 8-a sovietică s-a retras de-a lungul direcției Jelgava–Riga–Tartu–Narva–Pskov, Armata a 11-a sovietică a încercat să dețină inițial sectorul Kaunas și Vilnius al frontului, dar a fost nevoită să se retragă de-a lungul axei Daugavpils–Pskov–Novgorod. Aceste retrageri, deși costisitoare din punct de vedere al pierderilor de personal și material, au evitat încercuirile majore suferite de fronturile din sud și au reușit să întârzie suficient Grupul de armate Nord pentru a da timp forțelor sovietice să pregătească apărarea Leningradului.
Operațiunea nu a fost o singură retragere continuă, ci a fost punctată de contraatacuri sau contraofensive de scurtă durată.

## Formațiuni subordonate Armatei Roșii
Formațiunile și unitățile subordonate armatelor au fost:
- Armata a 8-a (comandată de generalul-maior Piotr Sobennikov)
  - Corpul 10 de pușcași
    - Divizia a 10-a de pușcași
    - Divizia a 48-a de pușcași
    - Divizia 90 de pușcași

  - Corpul 11 de pușcași
    - Divizia a 11-a de pușcași
    - Divizia 125 de pușcași

  - Corpul 12 Mecanizat
    - Divizia 23 tancuri
    - Divizia 28 tancuri
    - Divizia 202 Motorizată

  - Brigada a 9-a de artilerie antitanc
- Armata a 11-a (comandată de generalul locotenent Vasili Morozov⁠(ru)[traduceți])
  - Corpul 16 de pușcași
    - Divizia a 5-a de pușcași
    - Divizia 33 de pușcași
    - Divizia 188 de pușcași

  - Corpul 29 de pușcași
    - Divizia 179 de pușcași
    - Divizia 184 de pușcași

  - Corpul 3 mecanizat
    - Divizia 2 tancuri
    - Divizia 5 tancuri
    - Divizia 84 Motorizată

  - Divizia 23 de pușcași
  - Divizia 126 de pușcași
  - Divizia 128 de pușcași
- Armata a 27-a (comandată de generalul-maior Nikolai Berzarin)
  - Corpul 22 de pușcași
    - Divizia 180 de pușcași
    - Divizia 182 de pușcași

  - Corpul 24 de pușcași
    - Divizia 181 de pușcași
    - Divizia 183 de pușcași
- Divizia 16 de pușcași
- Divizia 67 de pușcași
- Brigada a 3-a de pușcași separați

Subordonarea frontală
- Corpul 65 de pușcași
  - Divizia a 11-a de pușcași
  - Divizia a 16-a de pușcași
- Corpul 5 Aeropurtat (Brigăzile Aeropurtate 2, 10 și 201)
- Forțele Aeriene ale Frontului de Nord-Vest (comandate de LP Ioanov)[3]
  - Diviziile 4, 6, 7, 8 și 57 mixte de aviație
- Brigada a 10-a de Artilerie Antitanc
- Brigăzile 10, 12 și 14 de Apărare Aeriană
- Regimentele 110, 402 și 429 de artilerie de mare putere
- unități și subunități de trupe de sprijin
- Corpul 1 de bombardiere cu rază lungă de acțiune din Rezerva Înaltului Comandament Suprem (Rezerva Stavka)

## Urmări
Forțele sovietice au fost învinse și forțate să se retragă. Următoarea operațiune, conform istoriei oficiale sovietice, a fost operațiunea defensivă strategică de la Leningrad (10 iulie-30 septembrie 1941), care a încercat să stabilească un front stabil de-a lungul liniei Narva-Novgorod.